# Criptografia baseada em Hash
A criptografia baseada em Hash, Hash-based cryptography (em inglês), é o termo genérico para construções de primitivas criptográficas com base na segurança das funções hash. Até agora, a criptografia baseada em hash está limitada a esquemas de assinaturas digitais, como o esquema de assinatura Merkle. Os esquemas de assinatura baseados em Hash combinam um esquema de assinatura único com uma estrutura de árvore Merkle.